# Округ Дувал (Тексас)
Округ Дувал (енгл. Duval County) је округ у америчкој савезној држави Тексас. По попису из 2010. године број становника је 11.782.

## Демографија
Према попису становништва из 2010. у округу је живело 11.782 становника, што је 1.338 (10,2%) становника мање него 2000. године.
| Група             | 2000.          | 2010.          |
| Белци             | 1.452 (11,1%)  | 1.206 (10,2%)  |
| Афроамериканци    | 71 (0,5%)      | 110 (0,9%)     |
| Азијати           | 14 (0,1%)      | 22 (0,2%)      |
| Хиспаноамериканци | 11.544 (88,0%) | 10.424 (88,5%) |
| Укупно            | 13.120         | 11.782         |